# Noboribetsu
Noboribetsu (登別市?, Noboribetsu-shi, lingua ainu: nupur-pet) è una città del Giappone che ricade sotto la giurisdizione della sottoprefettura di Iburi. È situata nella zona sud-orientale della prefettura di Hokkaidō.